# Mediterranean
Mediterranean is een compositie van Arnold Bax.
Hij schreef het enigszins impressionistisch werkje in 1920 voor zijn muze Harriet Cohen, die het dan ook op 26 mei 1921 uitvoerde in de Steinway Hall. Bax was totdat hij dit werk op papier zette slechts eenmaal in het gebied rond de Middellandse Zee geweest en dit werk in moderato e rubato wordt verondersteld een muzikale weergave daarvan te zijn. Arnold Bax bracht met broer Clifford Bax, collega-componisten Gustav Holst en Balfour Gardiner enige tijd door op Mallorca. In 1932 orkestreerde Bax Mediterranean en droeg het alsnog op aan Holst. De orkestversie was driemaal te horen tijdens de Promsconcerten (1923, 1934 en in 1986 op de "Last night").
Jascha Heifetz schreef een transcriptie van Mediterranean voor viool en piano, er is ook een onuitgegeven bewerking naar piano driehandig.
Er zijn diverse opnamen van het werk (gegevens 2017):
- pianoversie: Iris Loveridge (historische opname)
- pianoversie: Eric Parkin
- pianoversie: Ashley Wass
- orkestversie: Adrian Boult met het London Philharmonic Orchestra (historische opname)
- orkestversie: Eugene Goossens met het New Symphony Orchestra (historische opname)
- orkestversie: Bryden Thompson met het London Philharmonic Orchestra
- transcriptie: Heifetz encores (historische opnamen uit 1946/1947)